# Bathynarius
Bathynarius is een geslacht van kreeftachtigen uit de klasse van de Malacostraca (hogere kreeftachtigen).

## Soorten
- Bathynarius albicinctus (Alcock, 1905)
- Bathynarius anomalus (A. Milne-Edwards & Bouvier, 1893)
- Bathynarius izuensis Komai & Takeda, 2004
- Bathynarius pacificus Forest, 1993
- Bathynarius wolffi Forest, 1993